# Смолин, Владимир Петрович

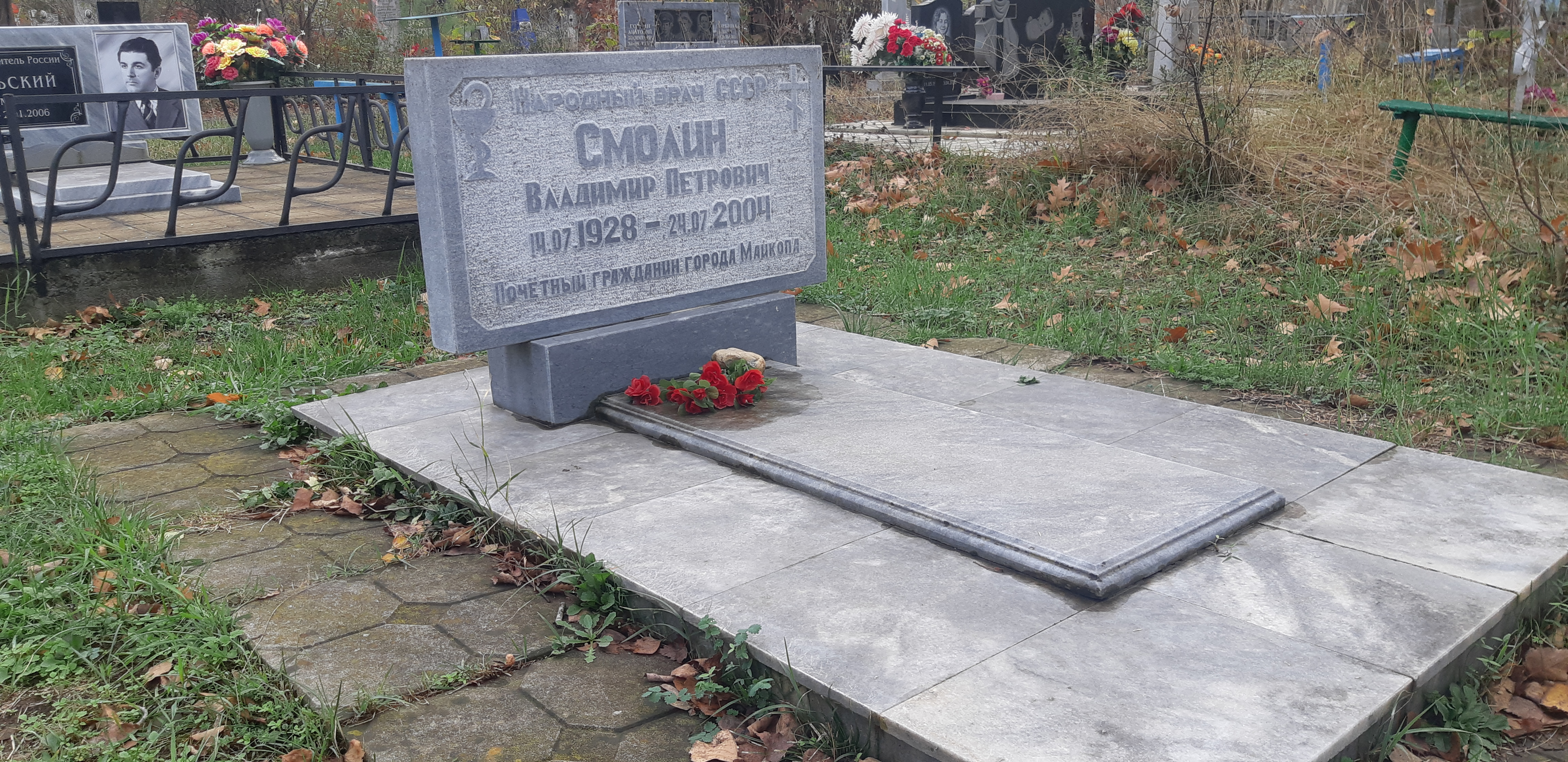
Памятник Смолину В. П. на Аллее Славы, Майкоп, 13.11.2023

Владимир Петрович Смолин (1928—2004) — советский, российский врач-стоматолог. Народный врач СССР (1982).

## Биография
Родился 14 июля 1928 года в городе Родники Ивановской области.
В 1951 году окончил Ленинградский медицинский институт, получив специальность врача-стоматолога.
После окончания вуза был направлен на работу врачом-стоматологом в Адыгейскую автономную область Краснодарского края. На протяжении 23 лет трудился в Шелковской районной больнице, Кужорской больнице, Майкопской городской больнице, Адыгейской областной больнице.
С 1974 года заведовал отделением челюстно-лицевой хирургии Адыгейского республиканского клинического лечебно-диагностического объединения.
С 1976 по 1984 года возглавлял научно-практическое общество стоматологов Адыгеи.
Опубликовал 2 сборника и 11 методик оперативного лечения. Сконструировал аппарат для компрессионного лечения нижней челюсти.
Избирался депутатом Майкопского городского Совета народных депутатов, членом Майкопского горисполкома.
Умер 24 июля 2004 года. Похоронен на новом городском кладбище в Майкопе.

## Звания и награды
- Народный врач СССР (1982)
- Орден Трудового Красного Знамени (1986)
- Значок «Отличнику здравоохранения» (СССР) (1977)
- Почётный гражданин Майкопа (1995).